# Nowe (Sainte-Croix)
Pour les articles homonymes, voir Nowe (homonymie).
Nowe est une localité polonaise de la gmina d'Ożarów, située dans le powiat d'Opatów en voïvodie de Sainte-Croix.